# إديث سكوت باغلي
إديث سكوت باغلي (بالإنجليزية: Edythe Scott Bagley)‏ هي كاتِبة أمريكية، ولدت في 13 ديسمبر 1924 في ماريون في الولايات المتحدة، وتوفيت في 11 يونيو 2011.